# Ошап
Ошап — река в России, протекает по Оханскому району Пермского края. Устье реки находится в 530 км по правому берегу Воткинского водохранилища на Каме. Длина реки составляет 39 км, площадь водосборного бассейна — 278 км².
Исток реки на Верхнекамской возвышенности в 18 км к юго-западу от города Оханск. Река течёт на юго-восток, затем поворачивает на восток. Притоки — Полуденка, Чёрная, Чуран (все правые). В среднем течении протекает село Андреевка. Впадает в залив Воткинского водохранилища у деревни Замании. Ширина реки у устья — 10 метров. Высота устья — 89,0 м над уровнем моря.

## Данные водного реестра
По данным государственного водного реестра России относится к Камскому бассейновому округу, водохозяйственный участок реки — Кама от Камского гидроузла до Воткинского гидроузла, речной подбассейн реки — бассейны притоков Камы до впадения Белой. Речной бассейн реки — Кама.
Код объекта в государственном водном реестре — 10010101012111100014509.